# Vissewalde
Vissewalde (lettisch Visvaldis; † nach 1230) war König bzw. Fürst von Jersika im heutigen Lettland.

## Name und Herkunft

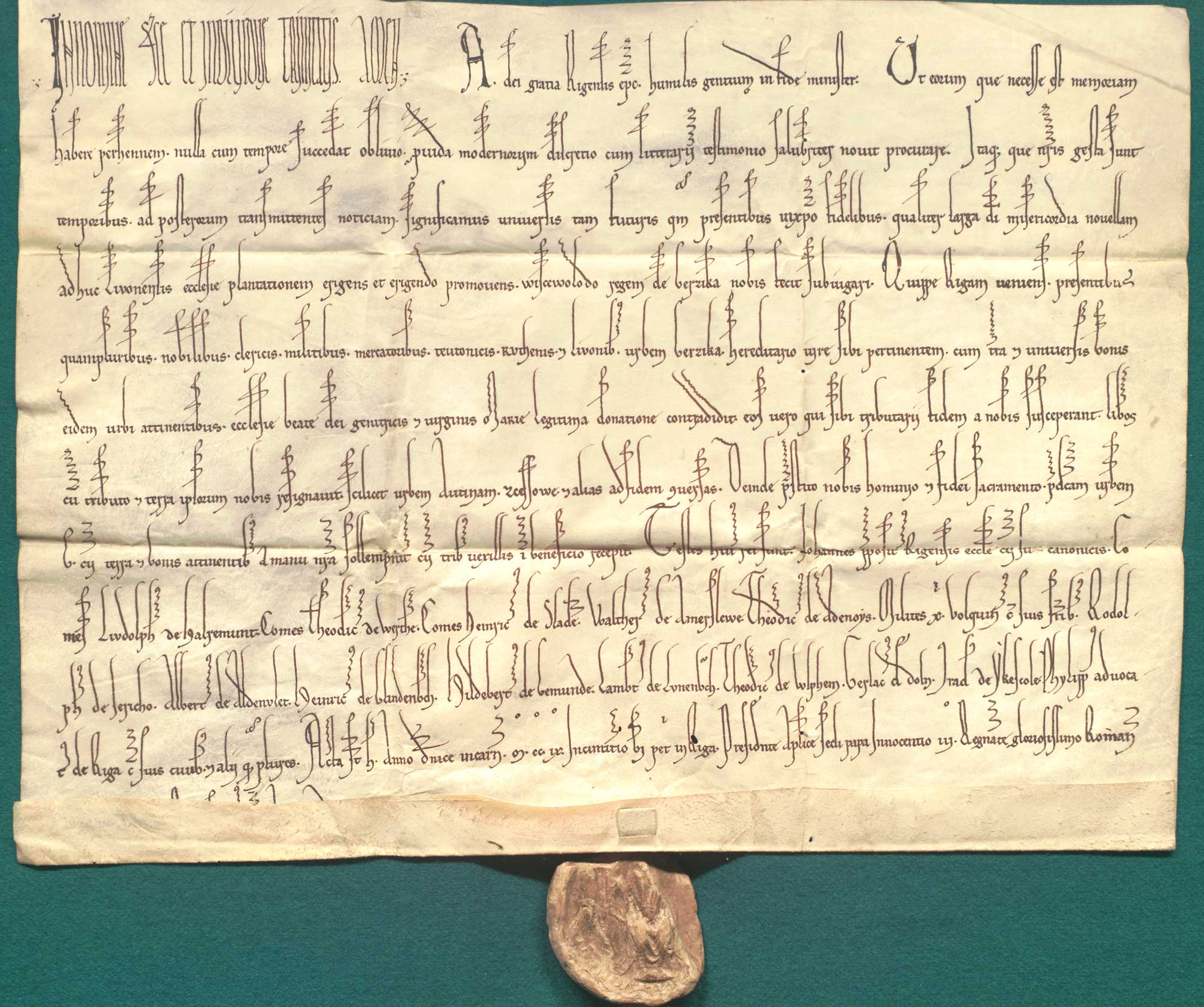
Urkunde von 1209

Im Jahr 1209 wurde er in einer Urkunde des Bischofs Albert von Riga als Wiscewolodo bezeichnet. Dieses entspricht dem Namen Wsewolod, der bei Fürsten der Kiewer Rus gebräuchlich war. In der Chronik des Heinrich von Lettland von etwa 1227/28 wurde er als Wiscewalde, Vissewalde und ähnlich bezeichnet. Das entspricht der altnordischen Form Vissivaldr, aus der sich Wsewolod ableitete.
In der Urkunde und der Chronik wurde er immer in Gegenwart von Ruthenen genannt, die auch die Mannschaft seiner Burg bildeten, in Unterscheidung zu den Letten, die nie in seiner Nähe angegeben wurden. Die deutsche Forschung ging deshalb bis in die 1930er Jahre davon aus, dass er aus einer Familie stammte, die aus der Kiewer Rus kam. Die lettische Forschung behauptete dagegen, er sei ein Lettgalle bzw. Lette gewesen. Heute wird für möglich gehalten, dass er lettischer oder litauischer Herkunft oder aus der Rus gewesen sein könnte, wahrscheinlich aber teilweise an die einheimischen Traditionen angepasst, da in der Burg Jersika ein Grab eines hochgestellten Paares gefunden wurde, das auch lettgallische Beigaben enthielt.
In allen erhaltenen Schriftzeugnissen wurde Vissewalde als rex, König bezeichnet, allerdings wurde diese Bezeichnung dort für alle Fürsten der Rus verwendet. Vissewalde war tributabhängig vom Fürstentum Polozk. Er war mit einer Tochter des litauischen Fürsten Daugerutis verheiratet. Vissewalde war orthodoxer Christ, in seiner Burg Jersika gab es mehrere Kirchen.

## Entwicklung
Für das Jahr 1203 wurde Vissewalde erstmals in der Chronik von Heinrich von Lettland erwähnt, als er mit Litauern bis vor Riga zog, dort zwei Priester gefangen nahm und einen Mann tötete. 1209 zog Bischof Albert I. von Riga mit einem großen Heer gegen die Burg Jersika, eroberte und zerstörte sie. Er nahm zahlreiche Gefangene, darunter Vissewaldes Frau, während der Fürst entkommen konnte. Er unterwarf sich dann aber dem Bischof in Riga, um die Gefangenen wieder auszulösen. Das Fürstentum Gersika wurde Lehen des Hochstifts Riga, wovon eine Urkunde aus diesem Jahr zeugt.
Nach der Chronik des Heinrich von Lettland löste sich Vissewalde bald wieder von der Unterwerfung und zog mit litauischen Truppen durch das Land. 1214 und 1215 wurde deshalb seine Burg von deutschen Rittern aus Koknese geplündert. 1225 erschien Vissewalde in Riga anlässlich des Aufenthaltes des päpstlichen Legaten Wilhelm von Modena. Zu dieser Zeit scheint er ein Vasall des Bischofs gewesen zu sein. 1230 wurde er in einer Urkunde letztmals erwähnt.